# 이만 벨라니
이만 벨라니(Iman Vellani)는 파키스탄계 캐나다인 배우이다. 디즈니플러스 드라마 《미즈 마블》의 주인공 카말라 칸 역으로 캐스팅되었다. 마컴의 파키스탄 이민자 가정에서 태어났다.

## 출연 작품

### 영화
- 더 마블스 (2023) - 카말라 칸 / 미즈 마블 역

### 텔레비전
- 미즈 마블 (2022) - 카말라 칸 / 미즈 마블 역